# Royal Journey
Royal Journey (t.l.: Viaggio reale) è un documentario della National Film Board of Canada avente ad oggetto una visita reale di cinque settimane da parte dell'allora Principessa Elisabetta e del Principe Filippo attraverso Canada e Stati Uniti svoltasi nell'autunno del 1951. Uscito nel dicembre 1951, Royal Journey è rilevante anche per essere stata la prima pellicola commerciale prodotta con il metodo dell'Eastmancolor.
Royal Journey riporta sequenze girate a Québec, al National War Memorial di Ottawa, alla base delle forze canadesi di Trenton e ad uno spettacolo del Royal Winnipeg Ballet, così come sequenze girate a Toronto, Regina, Calgary ed Edmonton.
Royal Journey mostra anche la coppia reale che attraversa in ferrovia le Montagne Rocciose con diverse fermate in piccole città. A Vancouver si sono imbarcati sul HMCS Crusader e hanno partecipato a danze di nativi presso il Thunderbird Park. L'azione si sposta quindi brevemente negli Stati Uniti, dove ricevono il benvenuto dal presidente Harry Truman. Il resto del viaggio include visite a Montréal, alla sede di Fredericton dell'Università del Nuovo Brunswick, al centro siderurgico di Sidney in Nuova Scozia e infine a Portugal Cove-St. Philip's, nella provincia di Terranova e Labrador.
Royal Journey è stato diretto da David Bairstow, Gudrun Parker e Roger Blais; la produzione è di Tom Daly per la NFB. Ha ottenuto un Canadian Film Award come miglior documentario divulgativo di media durata e una nomination come miglior documentario del 1952 al British Academy Film Awards.